# Théorie des mécanismes d'incitation
Pour les articles homonymes, voir Théorie des mécanismes.
 (août 2020).
Si vous disposez d'ouvrages ou d'articles de référence ou si vous connaissez des sites web de qualité traitant du thème abordé ici, merci de compléter l'article en donnant les références utiles à sa vérifiabilité et en les liant à la section « Notes et références ».
La théorie de la conception des mécanismes d’incitation (ou théorie de la conception des mécanismes de marché) est une branche de la microéconomie qui étudie les moyens employés par un agent économique pour inciter des agents qui disposent d'une information privée à la lui révéler.

## Description
Cette théorie analyse le fonctionnement des marchés et des institutions économiques, et la façon dont de tels marchés émergent, en fonction de l’intérêt des créateurs. Elle prend en compte les asymétries d'information, en particulier les situations dans lesquelles les acteurs mentent et où, pour cette raison, les transactions risquent de ne pas se faire, ou de se faire à un prix qui ne serait pas socialement optimal. En cela, elle nuance le concept de main invisible de la théorie classique, en étudiant les cas où les hypothèses, très strictes, ne sont pas vérifiées : concurrence imparfaite, information imparfaite, existence d’externalités, etc. 
Elle montre que l’allocation optimale des biens entre les agents peut se faire grâce à des marchés et à la mise en place de mécanismes institutionnels d'incitation. Cependant, il n’existe pas de marché efficace (au sens de Pareto) pour l’allocation des biens publics.
La théorie permet de concevoir des jeux, où les agents économiques se comportent de manière rationnelle et doivent atteindre les objectifs fixés par les concepteurs. Deux exemples : la révélation des préférences pour un bien public et lors des procédures de vote.

## La révélation des préférences pour un bien public

### Le mécanisme du pivot
William Vickrey, Edward Clarke et Theodore Groves ont imaginé une procédure « non manipulable » qui porte leurs noms et qui permet de prendre une décision optimale à propos de la construction du pont, sous certaines restrictions quant aux préférences des contribuables. Il suffit de choisir judicieusement les impôts à acquitter par les différents contribuables en fonction des sommes qu'ils déclarent être prêts à payer pour la construction du pont.

## La révélation des préférences et les procédures de vote
La théorie du vote offre un deuxième exemple. Les mauvaises langues[citation nécessaire] racontent que, lors de l'élection présidentielle française de 1974, Jacques Chirac a transféré avant le premier tour le soutien du parti gaulliste de Jacques Chaban-Delmas vers Valéry Giscard d'Estaing, parce que les sondages montraient que François Mitterrand battrait le premier mais serait battu par le second au deuxième tour. Il peut, en effet, être rationnel pour un électeur (ici gaulliste) de voter au premier tour contre son candidat préféré (ici Jacques Chaban-Delmas), afin de mieux éliminer du deuxième tour son rival le plus dangereux. C'est la stratégie de vote que la sociologie électorale française nomme vote utile depuis les années 2000.

### Un théorème d'impossibilité
Ce type de comportement non sincère peut être facilement éliminé quand il n'y a que deux candidats : la procédure de vote à la majorité simple (le candidat ayant reçu le plus de votes est élu) possède alors toutes les bonnes propriétés imaginables. Mais que faire s'il y a plus de deux candidats ?
Un important théorème dû à Alan Gibbard et Mark Satterthwaite montre que dès qu'il y a au moins trois candidats, et si les préférences des agents sont a priori quelconques, il n'existe aucune procédure électorale « non manipulable ». Le cas cité plus haut d'un vote parmi au moins trois candidats est donc apparemment sans espoir : quelle que soit l'ingéniosité des constitutionnalistes, il existera toujours des situations politiques où la procédure qu'ils auront choisie incitera les électeurs à adopter des comportements stratégiques non sincères.

## Les mécanismes incitatifs de régulation
Jean-Jacques Laffont et Jean Tirole (1993) ont analysé de manière exhaustive les relations de régulation entre l'État et les entreprises soumises à cette régulation. D'une manière schématique, pour minimiser l'inefficacité due au comportement stratégique, il faut proposer à l'entreprise un barème tarifaire tel que la marge retirée soit d'autant plus importante que le coût de production déclaré est faible. En faisant de la sorte, on incite l'entreprise à afficher un prix peu élevé. L'incitation peut aussi passer par des mécanismes d'enchère ou de concurrence par comparaison. Par exemple, une collectivité territoriale peut mettre aux enchères, périodiquement, l'exploitation du service des eaux pour une durée déterminée. Le gagnant sera celui qui demandera la plus faible subvention pour un prix et une qualité de service donnés. La concurrence par comparaison consiste à imposer à une entreprise en position de monopole local de fixer son prix au niveau du plus petit des coûts déclarés par ses homologues dans d'autres régions.

## Histoire
La théorie des incitations est à la base des développements théoriques de l'économie de l'information. L'accent mis sur les incitations n'est pas nouveau en économie, mais la théorie moderne des incitations a un objet plus spécifique : étudier les moyens employés par un agent économique pour inciter des agents qui disposent d'une information privée à la lui révéler. 
Leonid Hurwicz en posa les fondements dans les années 1960, fondements sur lesquels Eric Maskin et Roger Myerson ont développé cette théorie dans les années 1970 et 1980. 
En 2007, le « prix Nobel » d'économie a été décerné à Leonid Hurwicz, Eric Maskin et Roger Myerson pour leurs travaux dans ce domaine. 
Après des développements très théoriques (et dont la technicité constitue une importante barrière pour qui n’est pas entraîné à ses subtilités), la théorie des incitations connait désormais une floraison dans différents champs plus appliqués, en particulier grâce à la publication relativement récente de deux manuels (Laffont et Martimort, Bolton et Dewatripont). En somme elle est désormais omniprésente dans les développements de la microéconomie. 